# Мартиросян Гарік Юрійович
Га́рік Ю́рійович Мартирося́н (вірм. Գարիկ Մարտիրոսյան; *14 лютого 1974, Єреван) — російський шоумен, гуморист і телеведучий, співпродюсер, художній керівник і «резидент» шоу «Comedy Club» (ТНТ), продюсер телевізійних проєктів від «Comedy Club», таких як «Наша Russia» (ТНТ) і «Сміх без правил» (ТНТ). Автор ідеї проєкту «Ліга Націй» і креативний продюсер проєкту «Шоу Ньюs». Вів проєкт «Хвилина слави» на Першому каналі (1-й і 2-й сезони). Є одним із ведучих шоу «Прожекторперісхілтон».
Фігурант бази даних центру «Миротворець» (антиукраїнський пропагандист; участь у пропагандистських заходах РФ проти України).

## Життєпис
- 1993–2002 — гравець команди КВК «Нові вірмени» (рос. «Новые армяне») (з 1997 року — капітан), чемпіон КВК 1997, грав у складі «Збірної СРСР», працював у програмі «Добрий вечір» із Ігорем Угольніковим, а також із командою КВК «Стомлені сонцем» (рос. «Утомлённые солнцем») у складі авторської групи.
- З 2005 року — один із авторів й учасник проєкту «Comedy Club», створеного разом із його друзями з команди «Нові вірмени» Артуром Тумасяном, Артуром Джанібекяном, Артаком Гаспаряном й Арташесом Саркісяном.
- 2006 — переможець проєкту Першого каналу «Дві зірки», де брав участь у парі з Ларисою Доліною.
- З листопада 2006 — співпродюсер і співавтор сценарію шоу «Наша Russia», що виходило в ефірі телеканалу ТНТ.
- 2007 — ведучий двох сезонів шоу «Хвилина слави» на Першому каналі.
- Грудень 2007 — брав участь у запису музичного альбому «Респект і Поважуха» Павла Волі.
- З 17 травня 2008 — один із ведучих шоу «Прожекторперісхілтон», що виходить в ефірі Першого каналу.
- 2008 — продюсер і автор сценарію повнометражного фільму «Наша Russia. Яйця долі», який вийшов на екрани Росії 21 січня 2010 року.

## Особисте життя
Народився у вірменській сім'ї в Єревані, зараз живе в Москві. Зі своєю дружиною юристом Жанною Левіною (нар. 1978) познайомився в Сочі на КВК 1997 року. Є донька Жасмін (нар. 20 серпня 2004) і син Даніель (нар. 27 жовтня 2009). Увесь вільний час намагається проводити із сім'єю. Улюблене захоплення — футбол.

## Освіта
Закінчив Єреванський державний медичний університет за спеціальністю невропатолог-психотерапевт. Після закінчення цього університету пропрацював три роки за професією (клінічна ординатура) та вважає, що саме ці знання допомагають йому не лише в житті, а й у роботі.

## Досягнення
- 2007 — премія «Гумор року» від радіо Юмор FM (номінація Шоу-мен)
- 2007 — «Людина року» за версією журналу GQ (номінація «Обличчя з телевізору»)
- 2008 — програма Прожекторперісхілтон отримала премію ТЕФІ як найкраща інформаційно-розважальна програма року

## Цікаві факти
Народився 13 лютого, але батьки попросили його записати 14 лютого, оскільки 13 — нещасливе число, тому день народження Гарік святкує два дні поспіль

## Фільмографія
- 2005 — Наш двір-3 — епізодична роль
- 2008 — Наша Russia — оператор Рудик, в одному з епізодів — у ролі самого себе
- 2009 — Універ — камео
- 2010 — Наша Russia. Яйця долі — ведучий корпоративу — у ролі самого себе
- Південне Бутово (телепрограма) — успішний телепродюсер